# Max Lowe
Max Josef Lowe (South Normanton, 11 maggio 1997) è un calciatore inglese, difensore dello Sheffield Weds.

## Carriera

### Club
Cresciuto nel settore giovanile del Derby County, ha esordito in prima squadra il 23 agosto 2016, nella partita di Coppa di Lega vinta ai rigori contro il Carlisle United. Il 5 gennaio 2018 viene ceduto fino al termine della stagione allo Shrewsbury Town. Il 30 agosto seguente si trasferisce, a titolo temporaneo, all'Aberdeen; il 17 gennaio 2019 fa ritorno, sempre in prestito, alla squadra scozzese.
Il 7 settembre 2020 viene acquistato dallo Sheffield United, con cui firma un quadriennale.

### Nazionale
Ha giocato nelle nazionali giovanili inglesi Under-16, Under-17, Under-18 ed Under-20.

## Statistiche

### Presenze e reti nei club
Statistiche aggiornate al 22 febbraio 2024.
| Stagione             | Squadra              | Campionato           | Campionato | Campionato | Coppe nazionali | Coppe nazionali | Coppe nazionali | Coppe continentali | Coppe continentali | Coppe continentali | Altre coppe | Altre coppe | Altre coppe | Totale | Totale | Totale |
| Stagione             | Squadra              | Comp                 | Pres       | Reti       | Comp            | Pres            | Reti            | Comp               | Pres               | Reti               | Comp        | Pres        | Reti        | Pres   | Reti   |        |
| -------------------- | -------------------- | -------------------- | ---------- | ---------- | --------------- | --------------- | --------------- | ------------------ | ------------------ | ------------------ | ----------- | ----------- | ----------- | ------ | ------ | ------ |
| 2016-2017            | Derby County         | FLC                  | 9          | 0          | FACup+CdL       | 1+2             | 0               | -                  | -                  | -                  | -           | -           | -           | 12     | 0      |        |
| gen.-giu. 2018       | Shrewsbury Town      | FL1                  | 12         | 0          | FACup+CdL       | 2+0             | 0               | -                  | -                  | -                  | EFLT        | 2           | 0           | 16     | 0      |        |
| ago. 2018; gen. 2019 | Derby County         | FLC                  | 3          | 0          | FACup+CdL       | 1+1             | 0               | -                  | -                  | -                  | -           | -           | -           | 5      | 0      |        |
| ago. 2018-2019       | Aberdeen             | SP                   | 33         | 2          | SC+CdL          | 6+3             | 1+0             | UEL                | -                  | -                  | -           | -           | -           | 42     | 3      |        |
| 2019-2020            | Derby County         | FLC                  | 29         | 0          | FACup+CdL       | 1+1             | 0               | -                  | -                  | -                  | -           | -           | -           | 31     | 0      |        |
| Totale Derby County  | Totale Derby County  | Totale Derby County  | 41         | 0          |                 | 7               | 0               |                    | -                  | -                  |             | -           | -           | 48     | 0      |        |
| 2020-2021            | Sheffield Utd        | PL                   | 8          | 0          | FACup+CdL       | 2+1             | 0               | -                  | -                  | -                  | -           | -           | -           | 11     | 0      |        |
| 2021-2022            | Nottingham Forest    | FLC                  | 20+1       | 1+0        | FACup+CdL       | 2+0             | 0               | -                  | -                  | -                  | -           | -           | -           | 23     | 1      |        |
| 2022-2023            | Sheffield Utd        | FLC                  | 26         | 1          | FACup+CdL       | 5+1             | 0               | -                  | -                  | -                  | -           | -           | -           | 32     | 1      |        |
| 2023-2024            | Sheffield Utd        | PL                   | 8          | 0          | FACup+CdL       | 0+0             | 0               | -                  | -                  | -                  | -           | -           | -           | 8      | 0      |        |
| Totale Sheffield Utd | Totale Sheffield Utd | Totale Sheffield Utd | 42         | 1          |                 | 9               | 0               |                    | -                  | -                  |             | -           | -           | 51     | 1      |        |
| Totale carriera      | Totale carriera      | Totale carriera      | 149        | 4          |                 | 29              | 1               |                    | -                  | -                  |             | 2           | 0           | 180    | 5      |        |